# Jazłowiec

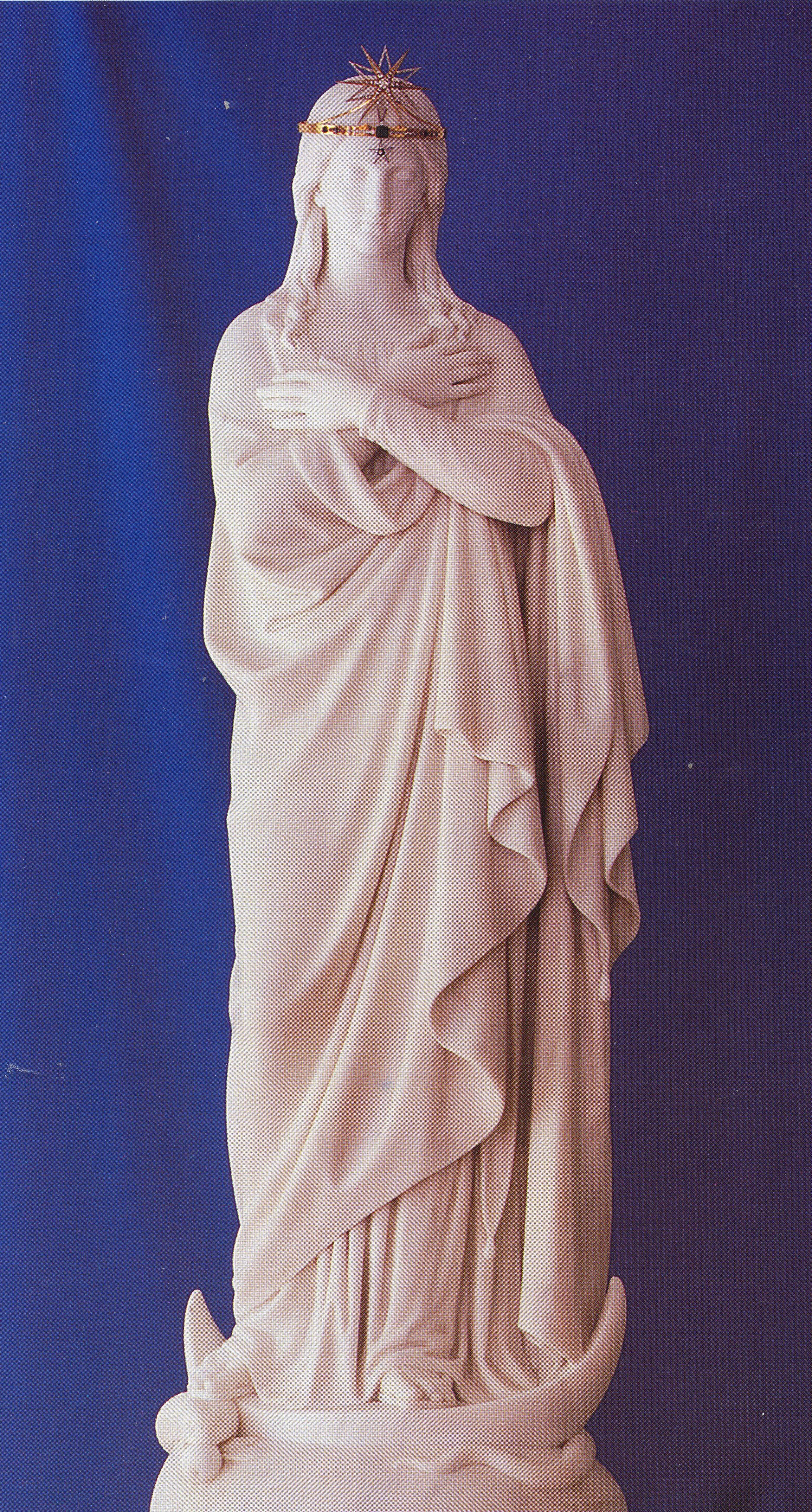
Matka Boża Jazłowiecka, oryginał z Jazłowca, obecnie w Szymanowie

Jazłowiec (ukr. Язловець, Jazłoweć) – wieś (dawniej miasto) na zachodniej Ukrainie w rejonie czortkowskim obwodu tarnopolskiego, na południe od Buczacza, przy drodze T2016. W czasie okupacji niemieckiej wieś była siedzibą gminy Jazłowiec. Od 1944 jako wieś jest siedzibą rady wiejskiej. Przez wieś płyną rzeka Olchowiec, lewy dopływ Strypy i Jazłowczyk.

## Demografia
- 31 grudnia 1910 – 3335[4]

## Historia
Jest to jedna z najstarszych osad polskich na Podolu zachodnim.
W 1406 król Władysław II Jagiełło nadał Jazłowiec staroście Dziersławowi Konopce, który przez naleganie wielkiego księcia litewskiego Witolda Kiejstutowicza oddał posiadłość Teodorykowi z Buczacza. Według innych danych przed 1417 r. Jazłowiec dostał się w ręce Buczackich herbu Abdank którzy po osiedleniu się w Jazłowcu przyjęli nazwisko Jazłowieckich. Właścicielami Jazłowca byli m.in. przedstawiciele ks. Radziwiłłów i Koniecpolskich. W okresie I Rzeczypospolitej osadę zamieszkiwali również Ormianie, a miasto było siedzibą drugiego obok Lwowa biskupstwa kościoła ormiańskiego. W latach 1676–1684 Jazłowiec wchodził w skład Porty Osmańskiej. W 1708 w Jazłowcu, który był centrum namieśnictwa, znajdowały się cerkwie: pw. Narodzenia Pańskiego, Świętego Mikołaja oraz Świętego Eliasza.
Zachowały się do dziś ruiny twierdzy fortyfikowanej przez Jazłowieckich oraz stary polski cmentarz z kaplicą Błażowskich herbu Sas. Nad miasteczkiem do chwili obecnej znajduje się klasztor Sióstr Niepokalanek (założony w 1863 roku przez bł. Marcelinę Darowską), mieszczący się w pałacu zbudowanym w latach 1644–1659 przez hetmana koronnego Stanisława i jego syna Aleksandra (któremu sejm w 1658 za utrzymanie załóg w Brodach i Jazłowcu przyznał prawo pobierania cel i myta w Jazłowcu) i będącym od 1746 roku do końca XVIII wieku rodową siedzibą Poniatowskich (spędził w nim część swoich lat chłopięcych przyszły król Stanisław August Poniatowski). W 1766 ówczesny właściciel miasta król Stanisław August Poniatowski potwierdził nadane przez ojca i brata prawo względem posiadłości i powinności.
Obok klasztoru w 1863 r. utworzony został przez przełożoną Marcelinę Darowską zakład naukowo-wychowawczy dla dziewcząt. W jazłowieckim kościele św. Anny swą pierwszą mszę odprawił w 1894 roku Adam Stefan Sapieha, późniejszy kardynał. Od 1883 do 1946 roku w kaplicy Sióstr Niepokalanek znajdował się słynący łaskami posąg Matki Bożej Jazłowieckiej z białego marmuru. I wojna światowa przyniosła miastu znaczne zniszczenia z uwagi na czterokrotne przechodzenie przez nie linii frontu. Sam klasztor, będący przez pewien czas siedzibą austriackiego sztabu, mimo bombardowania lotniczego (w czasie którego zrzucono 14 bomb) nie został uszkodzony.

### Wiek XX
Podczas wyborów do Rady miejskiej w Jazłowcu na początku 1902 wybranych zostało 15 katolików (m.in. obaj proboszczowie) i 9 żydów (w poprzedniej kadencji było 6 katolików i 18 Żydów).
Jednak akta wyborcze wysłane do Buczacza pocztą przez urząd gminny (właściwie policjant przyniósł je na pocztę drogą) zniknęły.
W 1906 Sejm Krajowy Galicji przeznaczył Wydziałowi powiatowemu w Buczaczu subwencję 11000 kr. na budowę drogi Niżniów – Jazłowiec.
Zabytkowe centrum Jazłowca prawie całkowicie zostało zniszczone podczas ostrzału podczas ofensywy Brusiłowa w czerwcu 1916.
Po zakończeniu I wojny światowej, od listopada 1918 r. do lata 1919 Jazłowiec znalazł się w Zachodnioukraińskiej Republice Ludowej. W grudniu 1918 roku klasztor w Jazłowcu został zajęty przez wojska zachodnioukraińskie i zamieniony na więzienie dla internowanych Polaków. W lecie 1919 roku w wąwozach w pobliżu Jazłowca odbyła się trzydniowa, zwycięska bitwa 14 Pułku Ułanów z wojskami ukraińskimi. Od dnia zwycięstwa – 11 lipca 1919 roku pułk ten przyjął nazwę Ułanów Jazłowieckich. Jedynym poległym w bitwie po polskiej stronie był Stanisław Sekuła. W 1933 roku na terenie koszar 14 Pułku Ułanów Jazłowieckich we Lwowie odsłonięto pomnik ku czci poległych oficerów, podoficerów i ułanów tego pułku.
W okresie II Rzeczypospolitej (1920–1939) słynna już szkoła ss. Niepokalanek, znana w całym kraju jako „Jazłowiec”, składała się z liceum ogólnokształcącego oraz seminarium gospodarczego wraz z internatem.
Około 1929 Jazłowiec, miasto w powiecie buczackim, liczyło 1982 mieszkańców.
W lipcu i sierpniu 1941 ukraińska milicja zwana "Siczą" zabiła tutaj około 25 Polaków i Żydów.
W czasie okupacji niemieckiej mieszkająca tutaj polska rodzina Tatomirów ukrywała Żydów. W 1984 roku Instytut Jad Waszem uhonorował za to tytułami Sprawiedliwych wśród Narodów Świata Jana (pośmiertnie; został zamordowany przez Niemców w 1943 r.) i Julię Tatomirów oraz ich córki Janinę Szymczak i Józefę Żak.
W grudniu 1943 banderowcy dokonali napadu na miejscowość. Torturując proboszcza parafii jazłowieckiej, ks. dra Andrzeja Kraśnickiego, usiłowali zmusić go do ujawnienia nazwisk osób ukrywających Żydów, czyli zdradzenia tajemnicy spowiedzi. Ksiądz milczał, został przez grupę UPA porwany i zamordowany w nieznanym miejscu.
23 sierpnia 1944 w miejscowości Rusiłów pod Jazłowcem zostały zamordowane przez Ukraińców dwie niepokalanki z Jazłowca, siostry Zofia Stefania Ustyanowicz i Laetitia Maria Szembek. Zwłoki zostały odnalezione na początku listopada 1944 roku w lesie rusiłowskim. Pogrzeb s. Letitii Szembek odbył się 6 listopada, a s. Zofii Ustyanowicz 11 listopada 1944 roku w grobowcu zakonnym Niepokalanek w Jazłowcu.
W okresie ZSRR miasto nosiło nazwę Jabłuniwka.
W 1946 roku mieszkający w Jazłowcu Polacy oraz Siostry Niepokalanki zostali przymusowo wysiedleni na zachód. Siostry dzięki pomocy radzieckich saperów przewiozły koronowany w 1939 roku posąg Pani Jazłowieckiej do Szymanowa. Klasztor przekształcono w sanatorium, które działało w jednym ze skrzydeł pałacu co najmniej do 2002 roku. Od 1999 roku w kaplicy (dawnej sali balowej pałacu, będącej za czasów ZSRR salą kinową) istnieje sanktuarium bł. Marceliny Darowskiej, znajduje się tu też wierna kopia posągu Pani Jazłowieckiej. Dawne plantacje winorośli, rosnące niegdyś na południowym stoku wzgórza pałacowego, zostały wyparte przez roślinność typu parkowego.
Na portalu pałacu (od strony parku) znajduje się łacińska sentencja Honestus rumor alterum est patrimonium („Dobra sława jest drugim dziedzictwem”). W tympanonie widnieje korona królewska oraz rodowe herby Poniatowskich i Czartoryskich, pod którymi umieszczono wizerunek Orderu Orła Białego.

## Religia
6 stycznia 1749 Stanisław Poniatowski dał prezentę ks. Piotrowi Filewiczowi na probostwo cerkwi św. Eliasza proroka, a 8 sierpnia 1753 (już jako kasztelan krakowski) ks. Michałowi Pawłowiczowi na probostwo cerkwi św. Mikołaja.

## Zabytki
- Zamek w Jazłowcu istniał w XV wieku. Jego przebudowy dokonał Jerzy Jazłowiecki w latach 1550–1556 (kolejna przebudowa w latach 1575–1607). Po Jazłowieckich zamek przeszedł do Czuryłów, Wolskich, Bełżeckich, Odrzywolskich, a następnie został kupiony przez Koniecpolskich. W czasach świetności zamek nad Olchowcem był uważany za równie silną fortecę co Kamieniec Podolski. W 1672 roku poddał się Husseinowi baszy Adenu, w następnym roku po zwycięstwie chocimskim, przeszedł do Polski. W 1676 roku poddał się Ibrahimowi Szejtanowi paszy. W 1684 roku został odebrany Turkom, którzy na wiadomość, że wielki król i pogromca się zbliża, z zamku ustąpili. Część załogi zgłosiła się do służby królewskiej. Z początkiem XVIII wieku zamek przeszedł od Koniecpolskich do Lubomirskich, a w 1746 roku został nabyty w drodze kupna przez Stanisława Poniatowskiego – ojca króla Stanisława Augusta. W 2010 roku zamek przeszedł w prywatne ręce.
- Pałac w Jazłowcu
- Grobowiec zakonny sióstr niepokalanek. Położony jest w zachodnim krańcu parku przylegającego do pałacu. Grobowiec w formie katakumb wbudowany jest w stok cypla utworzonego przez zakole potoku Jazłowczyka. Katakumby wybudowane na planie krzyża są miejscem pochówku sióstr niepokalanek zamieszkujących klasztor do 1946 roku. Na prawo od wejścia grób Błogosławionej Marceliny Darowskiej (1827-1911)
- Kościół Dominikanów pw. Wniebowzięcia Najświętszej Marуi Panny z lat 1589–1590 w stylu renesansowo-gotyckim. Fundator Mikołaj Jazłowiecki. Jednonawowy, z pięciobocznym prezbiterium i dwiema kaplicami po obu stronach nawy z XVII wieku. Funkcjonował jako świątynia do 1945 roku. Później mieścił się w nim radziecki magazyn wódki. Ocalały na sklepieniu prezbiterium fragmenty fresków, trzy renesansowe portale oraz fragmenty gotyckich i renesansowych detali. Dawniej znajdował się w nim nagrobek zmarłego w 1609 roku polskiego kompozytora Mikołaja Gomółki. Obecnie w ruinie.
- Cerkiew greckokatolicka św. Mikołaja z XVI wieku – pierwotnie katedra ormiańska.

## Pobliskie miejscowości
- Buczacz
- Jagielnica
- Monasterzyska